# Остроконка
Остроконка — река в России, протекает в Вологодской области, в Тотемском районе. Устье реки находится в 20 км по левому берегу реки Тафта. Длина реки составляет 10 км.
Исток находится в 11 км к северо-западу от посёлка Красный Бор и в 41 км к юго-западу от Тотьмы. Остроконка течёт по лесному массиву на юг, крупных притоков и населённых пунктов по берегам нет. Впадает в Тафту шестью километрами ниже деревни Родная (Погореловское сельское поселение).

## Данные водного реестра
По данным государственного водного реестра России относится к Двинско-Печорскому бассейновому округу, водохозяйственный участок реки — Северная Двина от начала реки до впадения реки Вычегда, без рек Юг и Сухона (от истока до Кубенского гидроузла), речной подбассейн реки — Сухона. Речной бассейн реки — Северная Двина.
По данным геоинформационной системы водохозяйственного районирования территории РФ, подготовленной Федеральным агентством водных ресурсов:
- Код водного объекта в государственном водном реестре — 03020100312103000008169
- Код по гидрологической изученности (ГИ) — 103000816
- Код бассейна — 03.02.01.003
- Номер тома по ГИ — 03
- Выпуск по ГИ — 0